# Schleitheimia schutzi
Schleitheimia schutzi (De Schleitheim y Emil Schutz) es la única especie conocida del género extinto Schleitheimia de dinosaurio sauropodomorfo sauropodiforme, fue descubierta en el miembro Gruhalde de la Formación Klettgau en Suiza. La especie tipo, S. schutzi fue descrita formalmente en 2020.
El material tipo fue recogido entre 1952 y 1954 por Emil Schutz. Fueron donados a la Universidad de Zúrich en 1955. En 1986, la mayor parte del material fue descrito por Peter Galton, quien los refirió a todos a la especie Plateosaurus engelhardti.
En 2020, Oliver Rauhut, Femke Holwerda y Heinz Furrer redescribieron la mayor parte de los restos estudiados por Schutz, así como algunos restos en las colecciones del Museum zu Allerheiligen in Schaffhausen y nuevos restos de una excavación en 2016 dirigida por Holwerda. Encontraron que los restos encontrados anteriormente representaban un nuevo género y especie, que llamaron Schleitheimia schultzi, en honor a la localidad tipo y al descubridor de los restos del espécimen tipo. Los descubrimientos del 2016 no fueron remitidos. Los hallazgos realizados por Schultz cerca de Hallau-Schw-rzibuck fueron considerados como un nuevo taxón diferente y permanecieron sin nombre.
El holotipo, PIMUZ A/III 50, fue encontrado en una capa de la Formación Klettgau que data del Noriano. Consiste en un ilion derecho parcial. Varios otros huesos de la localidad general fueron designados como paratipos. Debido a que son consistentes en morfología, los descriptores los derivaron a todos al mismo taxón, pero no al mismo individuo.
El holotipo de Schleitheimia muestra una serie de autapomorfias, rasgos derivados únicos. Hay una cresta ancha y redondeada en la hoja ilíaca que termina en una gran expansión redondeada en el ilion. El cuarto troncánter del ilion es muy robusto. La cresta tibiofibularis del fémur es ancha y no hay una plataforma que mire hacia atrás, lateral a la cresta.